# Windlach
Windlach är en ort i kommunen Stadel i kantonen Zürich i Schweiz. Den ligger cirka 19,5 kilometer nordväst om centrala Zürich. Orten har cirka 411 invånare (2021).